# Банконе ди Сото (Потенца)
Банконе ди Сото (итал. Bancone di Sotto) је насеље у Италији у округу Потенца, региону Базиликата.
Према процени из 2011. у насељу је живело 93 становника. Насеље се налази на надморској висини од 812 м.